# Ooencyrtus saccharalis
Ooencyrtus saccharalis är en stekelart som först beskrevs av Gordh och Trjapitzin 1978.  Ooencyrtus saccharalis ingår i släktet Ooencyrtus och familjen sköldlussteklar. Inga underarter finns listade i Catalogue of Life.